# Acoelomorpha
Acoelomorpha là một phân ngành động vật có cấu tạo rất đơn giản, thân mềm, có kích thước nhỏ với các đặc điểm giống ấu trùng planula. Chúng sống ở vùng nước biển hoặc nước lợ và thường sống ở giữa các hạt trầm tích. Chúng bơi như các sinh vật phù du hoặc bò lên các sinh vật khác, ví dụ như tảo hoặc san hô. Ngoại trừ hai loài Acoela sống ở nước ngọt, tất cả còn lại đã biết đều sống ở biển.

## Phân loại học

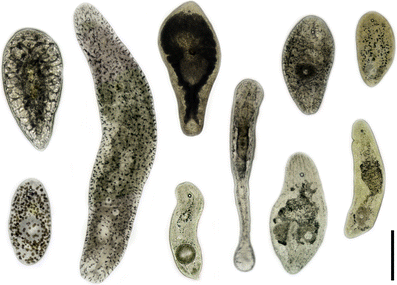
Các thành viên khác nhau trong lớp Acoela.

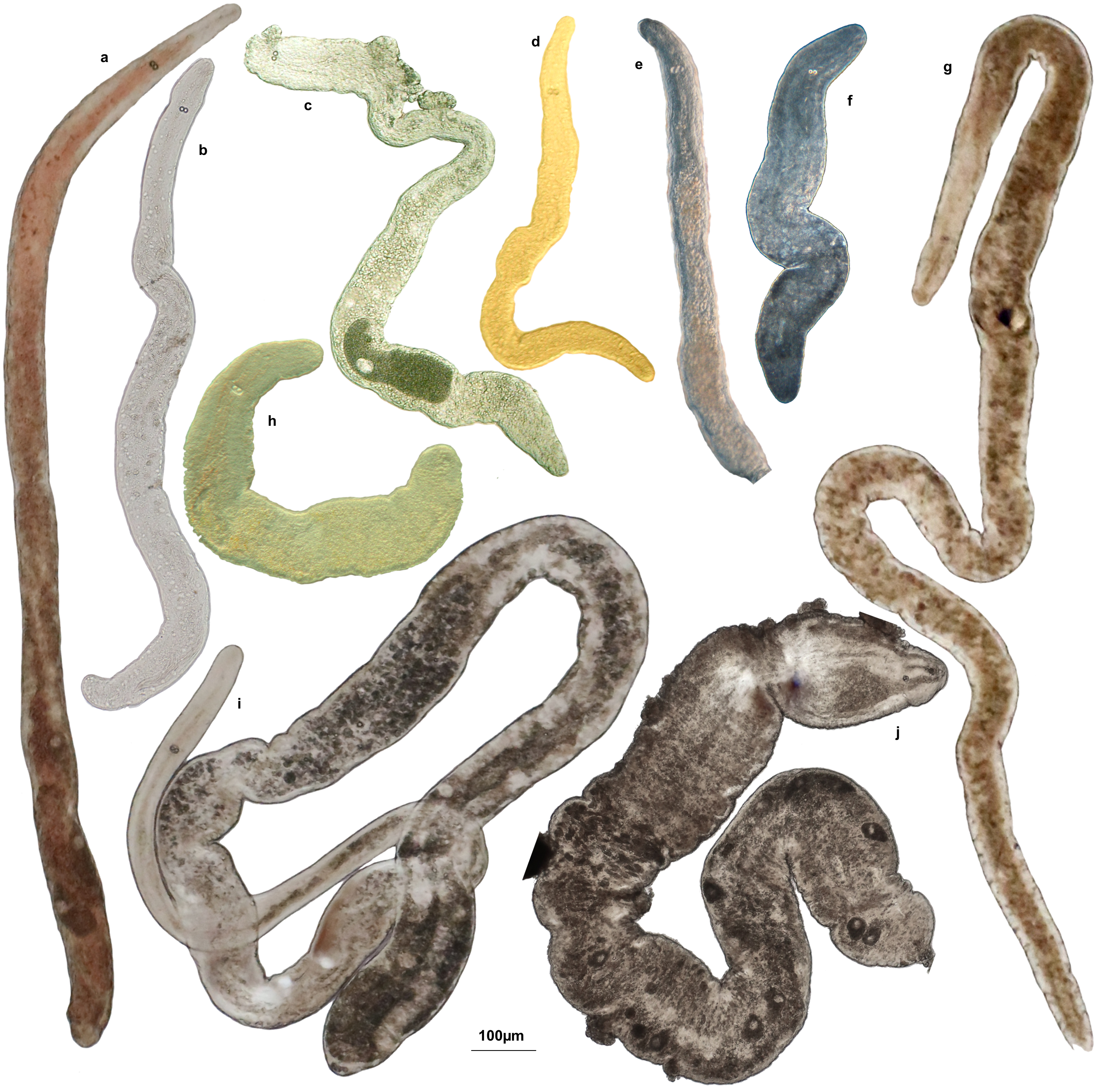
Các đại diện khác nhau trong lớp Nemertodermatida.

Phân ngành Acoelomorpha được chia thành hai lớp. Và có ít nhất 408 loài đã được mô tả, với phần lớn trong số này rơi vào phân thứ bộ Crucimusculata trong Acoela.
- Acoela bao gồm những con giun dẹt nhỏ, được phân loại thành hàng chục họ.[4]
- Nemertodermatida bao gồm các loại giun có kích thước hàng milimet, chủ yếu là giun, được phân bố trong hai họ.[5]

### Phát sinh loài
Cơ thể mềm của Acoelomorpha và thiếu một số đặc điểm của các loài Bilateria quan trọng khiến chúng khó phân loại. Truyền thống, dựa trên tính trạng kiểu hình Acoelomorpha được coi là thuộc ngành Platyhelminthes (Giun dẹp), từ lâu chúng đã được coi là nhóm chị em với tất cả các ngành thuộc Bilateria. Tuy nhiên, một loạt các nghiên cứu phát sinh loài phân tử ở bản lề giữa thế kỷ 20 và 21 đã chứng minh rằng chúng là những sinh vật tiến hóa nhanh không có họ hàng gần với Platyhelminthes, do đó liên quan đến tính đa ngành của giun dẹp.
Trên thực tế, Acoelomorpha dường như chúng tạo thành một ngành riêng biệt, phân nhánh sâu, chủ chốt quá trình tiến hóa của Bilateria. Tuy nhiên, mối quan hệ tiến hóa của chúng vẫn còn bí ẩn, vì chúng có thể là nhóm chị em với tất cả các động vật đối xứng hai bên khác hoặc với tất cả các động vật miệng thứ sinh khác. Việc giải quyết cuộc tranh luận này sẽ chỉ ra liệu rằng Acoelomorpha có phải là đơn giản hay đơn giản hóa. Nếu chúng là nhóm chị em với Bilateria, thì điều đó chỉ ra cấu trúc cơ thể đơn giản đại diện cho các loài Bilateria. Ngoài ra, nếu Acoelomorpha có mối quan hệ với Deuterostomia, thì điều này có nghĩa là tổ chức cơ thể của chúng là kết quả của sự đơn giản hóa thứ cấp.

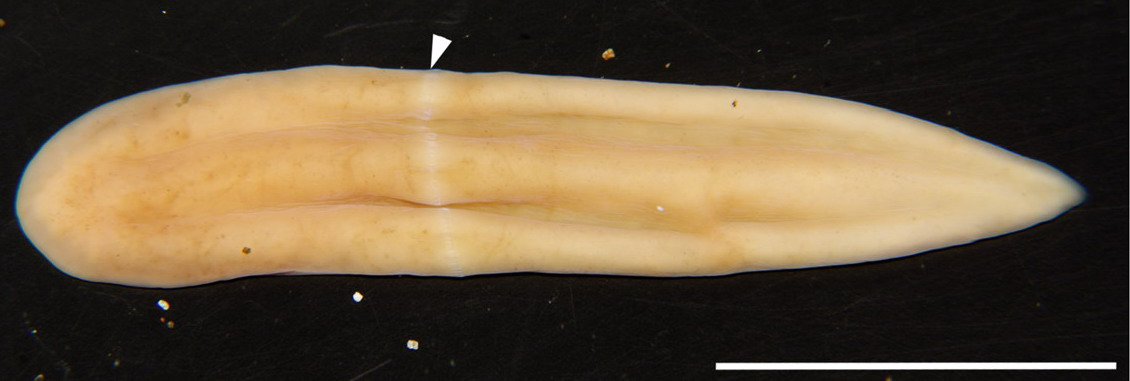
Xenoturbella, nhóm chị em với các loài Acoelomorpha trong ngành Xenacoelomorpha

Ngoài ra, các phân tích so sánh về các đặc điểm hình thái, phát triển và phân tử đã nêu lên hai điểm:
- Xenoturbelida là nhóm chị em với Acoelomorpha tạo nên ngành Xenacoelomorpha.[18] Mối quan hệ tiến hóa chặt chẽ giữa Acoelomorpha và Xenoturbella được ủng hộ bởi đặc hình thái học (cấu trúc của lông mao biểu bì, cilia[19]), phôi học (sự phát triển trực tiếp mà không cần giai đoạn ấu trùng ăn[20]) và sự kết hợp của hàng trăm protein.[18][21][22]
- Vị trí phát sinh loài của Xenacoelomorpha giữa các loài động vật đối xứng hai bên vẫn chưa được xác định rõ ràng, mặc dù việc lấy mẫu gen và phân loại gen đã tăng lên, phân tích lại (tái) các bộ dữ liệu đã công bố và sử dụng các mô hình tiến hóa trình tự tinh vi hơn trong nghiên cứu phát sinh loài. Có một mâu thuẫn giữa hai giả thuyết tiến hóa, với Xenacoelomorpha trở thành nhóm chị em với Ambulacraria trong Deuterostomia (tức là giả thuyết Xenambulacraria) một mặt[23] và Xenacoelomorpha là nhóm chị em với tất cả các loài Bilateria khác (tức là giả thuyết Nephrozoa) mặt khác.[22][24][25] Tuy nhiên, giả thuyết Nephrozoa có thể phản ánh các lỗi phương pháp do vi phạm mô hình trong suy luận phát sinh loài.[23]

## Giải phẫu học

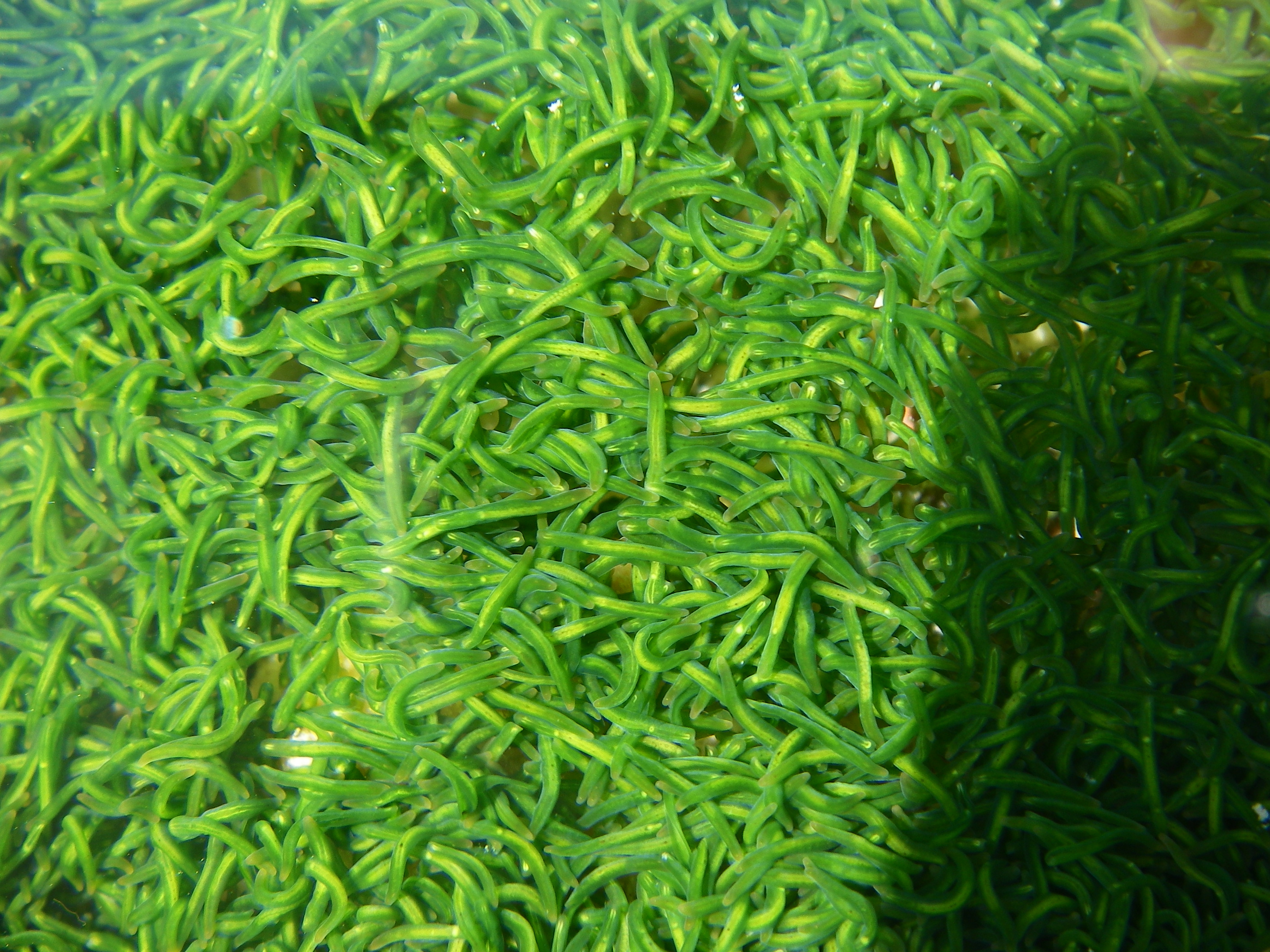
Symsagittifera roscoffensis

Acoelomorpha giống giun dẹp ở nhiều khía cạnh, nhưng nó có giải phẫu cơ thể đơn giản hơn, thậm chí nó không có ruột. Giống như giun dẹp, nó không có hệ tuần hoàn và hệ hô hấp, nhưng cũng không có hệ bài tiết. Chúng không có khoang cơ thể (acoelomate), ruột sau hoặc hậu môn.
Các tế bào biểu bì của Acoelomorpha không thể phát triển, một đặc điểm chung chỉ với loài giun dẹp Rhabditophoran và trong một thời gian chúng được coi là bằng chứng để cho ra vị trí của Acoelomorpha trong Platyhelminthes. Ở cả hai nhóm này, lớp biểu bì được thay từ lớp tế bào gốc trung bì.
Hệ thần kinh của Acoelomorpha được hình thành bởi một tập hợp các bó dây thần kinh dọc bên dưới lớp biểu bì có lông. Ở gần đầu phía trước, các bó này được nói với nhau bằng các mép vòng, nhưng không tạo thành một bộ não thật sự, mặc dù người ta đưa ra giả thuyết rằng tổ chức như vậy là tiền thân của quá trình cephalization (trong phát triển động vật, thuật ngữ này đề cập đến sự phát triển của một bộ não chuyên biệt cao xử lý đầu vào cảm giác và kiểm soát các chức năng của cơ thể) của hệ thần kinh có nguồn gốc hơn ở Bilateria. Sau khi chặt đầu, một bộ não như vậy (đúng hơn là một hạch não) sẽ tái sinh sau vài tuần.